# Spongionella regularis
Spongionella regularis är en svampdjursart som först beskrevs av Ridley 1881.  Spongionella regularis ingår i släktet Spongionella och familjen Dictyodendrillidae. Inga underarter finns listade i Catalogue of Life.